# Prospect City
Koordinaten: 34° 53′ S, 138° 36′ O

Die City of Prospect ist ein lokales Verwaltungsgebiet (LGA) im australischen Bundesstaat South Australia. Prospect gehört zur Metropole Adelaide, der Hauptstadt von South Australia. Das Gebiet ist acht Quadratkilometer groß und hat etwa 20.000 Einwohner (2016).
Prospect grenzt im Süden an das Stadtzentrum von Adelaide. Das Gebiet beinhaltet neun Stadtteile: Broadview, Collinswood, Fitzroy, Medindie Gardens, Nailsworth, Prospect, Ovingham, Sefton Park und Thorngate. Der Verwaltungssitz des Councils befindet sich im Stadtteil Prospect im Zentrum der LGA.

## Verwaltung
Der Prospect City Council hat 11 Mitglieder, 10 Councillor werden von den Bewohnern der fünf Wards gewählt (je zwei aus Fitzroy, Highbury, Kingston, Nailsworth und St Johns Wood Ward). Diese fünf Bezirke sind unabhängig von den Stadtteilen festgelegt. Der Ratsvorsitzende und Mayor (Bürgermeister) wird zusätzlich von allen Bewohnern der City gewählt.